# Joe Bunker
Peter Brotherton (Boston, 4 de febrero de 1931) es un deportista británico que compitió en ciclismo en la modalidad de pista. Ganó dos medallas de plata en el Campeonato Mundial de Ciclismo en Pista, en los años 1954 y 1955.

## Medallero internacional
| Campeonato Mundial | Campeonato Mundial | Campeonato Mundial | Campeonato Mundial         |
| Año                | Lugar              | Medalla            | Competición                |
| ------------------ | ------------------ | ------------------ | -------------------------- |
| 1954               | Colonia (RFA)      | Medalla de plata   | Persecución individual (A) |
| 1955               | Milán (Italia)     | Medalla de plata   | Persecución individual (A) |